# Ignaz Stupan von Ehrenstein
Freiherr Ignaz Stupan von Ehrenstein, auch Ignaz Stuppan von Ehrenstein (* 1780; † 12. Mai 1840) war ein österreichischer Hofrat.

## Leben
Ignaz Stupan von Ehrenstein entstammte einem alten Adelsgeschlecht, das vor mehreren Jahrhunderten von Graubünden in die Steiermark kam.
Er war der Sohn von Felix Matthäus Stupan von Ehrenstein (1743–1800), ebenfalls ein österreichischer Hofrat. Sein Großvater war Freiherr Anton Maria Stupan von Ehrenstein.
1801 begann er, nach seinem Studium der Rechtswissenschaften, seine Laufbahn im öffentlichen Dienst in einem Kreisamt und hatte bereits 1810 die Stellung eines Regierungsrates erreicht. 1820 erhielt er die Beförderung zum Wirklichen Hofrat in der Hofkanzlei in Wien und leitete in der obersten Instanz unter Anton Friedrich Mittrowsky von Mittrowitz und Nemischl das Referat für die Provinzen Österreich ob der Enns und Österreich unter der Enns. 
Mit seinem Versterben erlosch die Adelslinie der Stupan von Ehrenstein.

## Auszeichnungen
Ignaz Stupan von Ehrenstein war ein Ritter des ungarischen St. Stephansordens.